# Prince Oniangué
Prince Oniangué (Paris, 4 de novembro de 1988) é um ex-futebolista congolês que atuava como meia.
Desde 2023 está sem clube, depois de defender as cores do clube francês SM Caen. Em sua carreira, teve passagens por Wolves, na Inglaterra, Stade Reims, na França.
Com 1,88 cm de altura e sendo destro, atuava originalmente como volante, mas também se desenvolveu como zagueiro e meia central.

## Carreira
Prince Oniangué representou o elenco da Seleção Congolesa de Futebol no Campeonato Africano das Nações de 2015.